# Pihavec
Pihavec, manj pogosto Zadnjiški Pihavec, je 2419 m visoka gora v Julijskih Alpah. Nahaja se znotraj Triglavskega narodnega parka v skupini Razorja in Prisojnika, jugozahodno od Bovškega Gamsovca, s katerim je povezan preko žagastega grebena in vmesnega Vrha nad Kamnom (2365 m).  
Severozahodno od vrha se nanj preko manjšega sedla navezuje Šplevta (2224 m), pod katero leži Spodnje Kriško jezero, južni greben z Malim Pihavcem (2185 m) se spušča v Zadnjico, jugovzhodno pobočje se spušča proti sedlu Luknja (1758 m) med Zadnjico in Vrati.

## Dostop
Na vrh Pihavca vodi zelo zahtevna označena delno zavarovana pot, ki se odcepi od označene poti, ki povezuje Pogačnikov dom na Kriških podih z Dovškimi vrati (2180 m). Običajni označeni pristopi so:
- Zadnjica - Kriški Podi - Pihavec

- Zadnjica - Luknja - Bovški Gamsovec - Dovška vratca - Pihavec

- Vrata - Luknja - Bovški Gamsovec - Dovška vratca - Pihavec

- Vrata - Sovatna - Dovška vratca - Pihavec

Poleg označenih poti je možno vrh doseči tudi direktno iz Luknje po zahtevnem brezpotju mimo spominske plošče Tineta Miheliča, slovenskega akademskega glasbenika violinista, člana orkestra Slovenske filharmonije, alpinista in avtorja Planinskega vodnika po Julijskih Alpah, ki je na tem mestu mirno končal svojo življenjsko pot 2. oktobra 2004.
Južna pobočja gore preči še Abramova pot, ki povezuje Luknjo in Kriške pode preko opuščene planine Zajavor (danes zelo zahtevno brezpotje), ki pa ne vodi na sam vrh Pihavca.